# La canarina assassinata (film 1929)
La canarina assassinata (The Canary Murder Case) è un film del 1929 diretto da Malcolm St. Clair per la versione muta e, per le scene con il sonoro, da Frank Tuttle. Tratto dal romanzo La canarina assassinata di S. S. Van Dine, il film è interpretato da William Powell nella parte di Philo Vance e da Louise Brooks, vera ex-Ziegfeld Girl e ex Scandals Girl, nella parte della bella star delle riviste di Broadway. È il primo film della serie Philo Vance.

## Trama
La bellissima Margaret O'Dell, una ex Follies Girl di Broadway, soprannominata "la canarina", è trovata strangolata nel suo lussuoso appartamento. I suoi molti uomini, che vanno dal gangster al milionario, la sera dell'omicidio sono passati tutti da lei. La polizia indaga per settimane, cercando il filo che possa portare all'assassino ma senza successo. La stampa comincia ad accusare la polizia di imperizia e allora il procuratore chiede al suo vecchio amico, l'investigatore Philo Vance, di dargli una mano a districare l'ingarbugliata matassa.

## Produzione
Il film fu girato dall'11 settembre al 12 ottobre 1928, prodotto dalla Paramount Pictures.

### Dal muto al sonoro
A cavallo tra il muto e il sonoro, il film venne girato muto e poi sonorizzato. Louise Brooks, avendo lasciato Hollywood per andare in Europa a girare con Georg Wilhelm Pabst, si rifiutò di ritornare per il doppiaggio e la sua voce venne doppiata da Margaret Livingston.

## Distribuzione
Distribuito dalla Paramount Pictures, il film uscì in Germania nel 1929 e negli Stati Uniti venne presentato in prima il 16 febbraio. Una copia della versione sonora del film è conservata negli archivi dell'International Museum of Photography and Film alla George Eastman House.
Nel 1958 il film venne trasmesso in Tv (distribuzione: MCA/Universal Pictures). In VHS e DVD, uscì da Grapevine Video, Sunrise Silents e Teakwood Video.

### Date di uscita
IMDb
- Germania, 1929
- USA, 16 febbraio 1929 (première)
- Finlandia, 4 novembre 1929
- Austria, 1930

Alias
- Die Stimme aus dem Jenseits, Austria / Germania
- ¿Quién la mató?, Spagna